# 이광좌
이광좌(李光佐, 1674년 ~ 1740년)는 조선 후기의 문신이다. 본관은 경주(慶州). 자는 상보(尙輔). 호는 운곡(雲谷). 항복(恒福)의 현손이다. 소론의 거두이다.
소론 온건파인 완론의 지도자였으며 소론 강경파인 준론이 결국 이인좌의 난으로 몰락한 뒤에는 완론만이 정계에서 겨우 명맥을 유지하게 되었다.

## 생애
1694년(숙종 20) 별시문과에 장원급제했다. 지평, 정언, 보덕, 수찬, 사서, 헌납 등을 거쳐 부제학, 대사간, 이조참의, 형조참의, 상주목사를 거쳐 도승지, 호조참판, 이조참판, 예조참판, 홍문관제학, 한성부우윤을 거쳐 형조판서, 수어사, 예조판서, 판의금부사, 예문관제학, 대제학, 이조판서, 병조판서를 지내고 전라도관찰사와 병조판서를 거쳐 우의정, 좌의정, 영의정을 역임하였다. 노론 집권 후 물러났다가 다시 영중추부사, 봉조하 직위에 있다가 다시 영의정이 되었다.
그는 소론 완론의 지도자로, 소론 강경파인 준론의 이인좌의 난에 반대하여 소론의 당원에게 난에 가담하지 말 것을 권고하였고 난의 진압에 참여하였다. 1728년(영조 5) 이인좌의 난 진압 직후 분무원종공신 1등(奮武原從功臣一等)에 책록되었으며 동시에 1728년 4월부터 1728년 6월까지 영조 임금을 보좌하여 두 달 간 대리집정을 맡았다.
그러나 노론은 그를 이인좌의 난 관련자 및 소론 5대신에 연루시켜서 추탈을 청하였다. 죽은 후 추탈되었으나, 순종 때 복권되었다. 시호는 문충(文忠)이다.

## 저서
- 《운곡실기(雲谷實記)》

## 가족
- 증조부 : 이성남(李星男)
  - 할아버지 : 이시현(李時顯)
    - 아버지 : 이세구(李世龜, 1646 ~ 1700)
    - 어머니 : 박장원(朴長遠)의 딸
      - 전처 : 홍만회(洪萬恢, 1643 ~ 1709)의 딸 풍산 홍씨
      - 후처 : 임시(林蓍)의 딸
        - 양자 : 이종익(李宗翼), 생부 : 이형좌(李衡佐)

## 같이 보기
- 소론
- 이인좌의 난
- 신임환국
- 이태좌
- 이종성
- 사도세자